# Défi atlantique
Pour les articles homonymes, voir Atlantique (homonymie).
Le Défi Atlantique est une course transatlantique retour, soit dans le sens côte Ouest atlantique (Brésil, Iles de La Caraïbes...) côte Est atlantique Europe (France). La première édition a eu lieu en 2003 en monocoques IMOCA et s'est déroulée entre Salvador de Bahia (Brésil) et La Rochelle (France). Cette course est renouvelée en 2019 et 2023 entre La Guadeloupe et La Rochelle (France) avec les monocoques Class40 en équipage, à l'occasion des retours de la Route du Rhum.

## Caractéristiques
En 2003, cette course s'est effectuée entre les monocoques qui ont participé à la Transat Jacques-Vabre en double et en constitue en quelque sorte le retour. Les monocoques de 60 pieds IMOCA (championnat du monde des monocoques) sont cette fois barrés en solitaire et la course se déroule sans escale, sans assistance et sans routage extérieur.
La course sert de qualification pour la participation au Vendée Globe.
En 2019 et en 2023, cette course s'effectue sur les monocoques Class40 qui ont participé à la Route du Rhum - Destination Guadeloupe 2018 et 2022. Les monocoques sont cette fois-ci barrés en équipage (minimum 2 à bord) et la course se déroule avec une escale à Horta (Archipel des Açores). La course peut également servir de qualification pour la participation à la Transat Jacques Vabre.

## Édition 2003

### Parcours
Course en solitaire sur IMOCA entre Salvador de Bahia et La Rochelle .
10 skippers s'élancent en solitaire le 30 novembre 2003 à 12h00 (heure locale),.

### Résultats
| Place | Nom du concurrent | Nationalité | Nom du bateau             | Temps                 | Commentaire                   |
| ----- | ----------------- | ----------- | ------------------------- | --------------------- | ----------------------------- |
| 1     | Mike Golding      | Royaume-Uni | Ecover                    | 16 j 14 h 24 min 10 s |                               |
| 2     | Vincent Riou      | France      | PRB (2000)                | à 2 h 42 min          |                               |
| 3     | Alex Thomson      | Royaume-Uni | AT Racing                 | à 3 h                 |                               |
| 4     | Sébastien Josse   | France      | VMI                       | à 5 h 25 min          |                               |
| 5     | Nick Moloney      | Australie   | Team Cowes                | à 10 h 26 min         |                               |
| 6     | Joé Seeten        | France      | Arcelor Dunkerque         | à 1 j 18 h 27 min     |                               |
| 7     | Benoît Lequin     | France      | Wel.network               | à 2 j 9 h 11 min      |                               |
| 8     | Benoît Parnaudeau | France      | Colibri-Charente Maritime |                       |                               |
| 9     | Anne Liardet      | France      | Goona-Gitcha 2            |                       |                               |
| ---   | Jean-Pierre Dick  | France      | Virbac 2                  | --                    | Dématage au large du Cap Vert |

## Édition 2019

### Parcours
La course s'est effectuée en équipage avec 11 monocoques Class40 classés sur 12 inscrits, entre Pointe-à-Pitre et La Rochelle avec escale à Horta, 1 abandon : Luke Berry sur Lamotte - Module Création pour cause de démâtage à la 1re étape. Le départ est donné le 23 mars 2019 et l'arrivée de tous les bateaux le 14 avril 2019.

### Résultats
Podium 1re étape
1. Aymeric Chappellier sur Aïna Enfance et Avenir en 9 j 15 h 46 min 19 s
2. Catherine Pourre et  Pietro Luciani sur Eärendil en 10 j 0 h 44 min 40 s
3. Kito de Pavant sur Made in Midi en 11 j 0 h 45 min 55 s

Podium 2e étape
1. Pietro Luciani sur Eärendil en 5 j 11 h 39 min 34 s avec Antoine Carpentier et Edouard-Marie Alikiagalilei
2. Aymeric Chappellier sur Aïna Enfance et Avenir en 5 j 11 h 56 min 29 s
3. Kito de Pavant sur Made in Midi en 5 j 12 h 36 min 10 s

Classement général
1. Aymeric Chappellier sur Aïna Enfance et Avenir en 15 j 3 h 42 min 48 s avec Eric Quesnel et Rodrigue Cabaz[8], à la vitesse moyenne de 9,67 nœuds
2. Catherine Pourre et  Pietro Luciani sur Eärendil en 15 j 12 h 24 min 14 s avec Antoine Carpentier et Edouard-Marie Alikiagalilei[7], à la vitesse moyenne de 9,44 nœuds
3. Kito de Pavant et  Alex Pella sur Made in Midi en 16 j 13 h 22 min 5 s[8], à la vitesse moyenne de 8,85 nœuds
4. Miranda Merron sur Campagne de France en 16 j 21 h 9 min 47 s avec Didier Le Vourc’h et Stanislas Thuret[7]
5. Andrea Fantini sur Enel Green Power en 16 j 21 h 20 min 7 s avec Luca Del Zozzo, Alberto Riva et Tommasi Stella[7]
6. Arthur Hubert et  Thibault Hector sur Athena Groupe Immobilier - Mer Entreprendre en 17 j 5 h 57 min 2 s
7. Charles-Louis Mourruau sur Colombre XL en 17 j 14 h 48 min 27 s
8. Emmanuel Le Roch sur Edenred en 17 j 21 h 20 min 42 s
9. Franz Bouvet sur Yoda en 18 j 7 h 35 min 23 s
10. Marc Dubos sur Esprit Scout en 18 j 14 h 11 min 38 s
11. Loïc Fequet sur Tibco en 21 j 1 h 57 min 53 s

## Édition 2023

### Parcours
La course s'est effectuée en équipage avec 13 monocoques Class40 sur 14 inscrits, entre Pointe-à-Pitre et La Rochelle avec escale à Horta. Le départ est donné le 1er avril 2023 et l'arrivée de tous les bateaux le 22 avril 2023.

### Résultats
Podium 1re étape
1. Ian Lipinski sur Crédit Mutuel en 10 j 0 h 11 min 36 s[11]
2. Ambrogio Beccaria sur Allagrande Pirelli en 10 j 2 h 7 min 47 s avec Alberto Riva et Gianluca Guelfi
3. Alberto Bona sur IBSA en 10 j 5 h 48 min 1 s

Podium 2e étape
1. Erwan Le Draoulec sur Everial en 5 j 23 h 19 min 52 s[12]
2. Jules Bonnier sur Nestenn - Entrepreneurs Pour La Planète en 6 j 0 h 4 min 50 s
3. Alister Richardson sur TQuila en 6 j 0 h 13 min 38 s

Classement général
1. Ian Lipinski sur Crédit Mutuel en 16 j 0 h 49 min 29 s avec Antoine Carpentier et Rémi Fermin[11]
2. Ambrogio Beccaria sur Allagrande Pirelli en 16 j 2 h 29 min 52 s
3. Alberto Bona sur IBSA en 16 j 6 h 58 min 28 s avec Pablo Santurde et Pietro Luciani
4. Axel Trehin sur Project Rescue Ocean en 16 j 19 h 46 min 38 s avec Arno Biston, Laurent Pruvost (étape 1) et Gwenael Riou (étape 2)
5. Erwan Le Draoulec sur Everial en 17 j 0 h 56 min 30 s avec Marie-Kell de Cannart, Stanislas Thuret et Pep Costa
6. Alister Richardson sur TQuila en 17 j 0 h 59 min 0 s avec Brian Thompson
7. Marc Lepesqueux sur Curium Life Forward en 17 j 3 h 0 min 52 s avec Renaud Dehareng (étape 1), Marc Polliand (étape 2) et François Jambou (étape 2)
8. Jean-Baptiste Daramy sur Chocolat Paries - SCREB en 17 j 15 h 12 min 15 s avec Ludovic Mechin et Florence Prades (étape 2)
9. Olivier Delrieu (étape 1) et  Didier Le Vourch (étape 2) sur Vicitan en 17 j 16 h 20 min 2 s avec François Guiffant et Virgile Delrieu (étape 2)
10. Mathieu Claveau sur Prendre la mer, Agir pour la forêt en 18 j 4 h 42 min 34 s avec Christophe Fialon, Lionel Carels (étape 1) et Agnès Menut (étape 2)
11. Raphaël Auffret (étape 1) et  Florian Gueguen (étape 2) sur Dopamine Sailing Team en 18 j 6 h 39 min 1 s avec Thomas Racoupeau (étape 1), Vianney Guilbaud (étape 1), Hervé Jean-Marie (étape 2) et Jean-Yves Aglae (étape 2)
12. Franz Bouvet sur Yoda en 18 j 14 h 8 min 27 s avec Philippe Magliulo et Grégory Burte
13. Jules Bonnier sur Nestenn - Entrepreneurs Pour La Planète en 20 j 18 h 52 min 4 s avec Robin Follin, Thibault Lecarpentier (étape 1) et Pierrick Letouze (étape 2)